# Écoute au travail
 (octobre 2015).

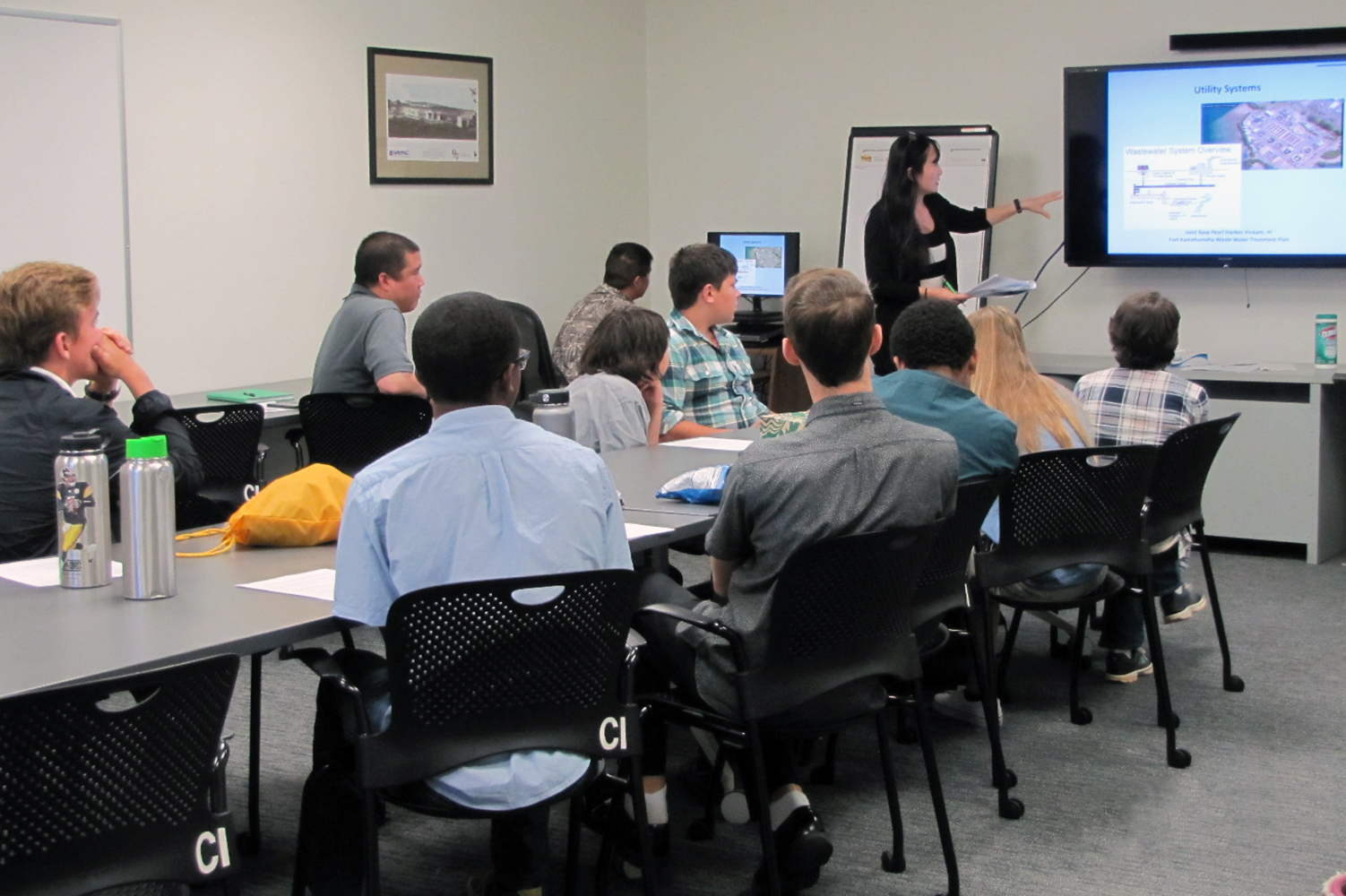
Situation d'écoute au travail lors d'une réunion.

L’écoute au travail est un type d’écoute active généralement utilisé dans un environnement professionnel. Les capacités d’écoute sont essentielles pour une réussite professionnelle, une organisation efficace et la satisfaction des employés. L’écoute au travail inclut la compréhension du processus d’écoute (c.-à-d. la perception, l’interprétation, l’évaluation et l’action) et de ses obstacles qui gênent l’exécution de ce processus. Comme pour les autres compétences, il existe des techniques spécifiques pour améliorer l’efficacité de l’écoute au travail. Il est d’ailleurs impératif de prendre conscience du rôle de la communication non verbale lorsque l’on communique au travail, car la compréhension d’un message implique bien plus que celle d’un simple message verbal.